# Курило Кирило Павлович
Кури́ло Кирило Павлович (18 березня 1924, Русанівка, УСРР — 3 квітня 1990, Львів, УРСР) — український художник-живописець. Член Спілки художників України з 1977 року. Учасник Другої світової війни. 
У 1954 році закінчив Львівський інститут прикладного та декоративного мистецтва (нині Львівська національна академія мистецтв). З 1955 року — учасник республіканських та всесоюзних художніх виставок. Автор пейзажів, портретів і тематичних картин у реалістичному стилі та соцреалізмі.